# Eduardo Vargas
Eduardo Jesús De Maria Vargas Rojas (phát âm tiếng Tây Ban Nha: [eˈðwarðo ˈβarɣas]; sinh ngày 20 tháng 11 năm 1989) thường được gọi là Eduardo Vargas, là một cầu thủ bóng đá người Chile chơi ở vị trí tiền đạo cho câu lạc bộ Atlético Mineiro của Brasil và đội tuyển bóng đá quốc gia Chile.
Nổi lên như một tài năng hàng đầu tại Cobreloa, Vargas chuyển đến CLB Universidad de Chile, nơi anh giành được 3 danh hiệu, bao gồm Copa Sudamericana 2011, nơi anh được vinh danh là cầu thủ hay nhất giải đấu. Năm 2011, anh đã được trao giải thưởng Cầu thủ Chile xuất sắc nhất năm và giành vị trí thứ hai cho danh hiệu cầu thủ xuất sắc nhất Nam Mỹ của năm chỉ sau Neymar. Khi ấy, Vargas được ví như là một "Alexis Sanchez mới", được đánh giá hay hơn cả Neymar. Sau khi chuyển đến S.S.C. Napoli với giá 11.5 triệu bảng, Vargas đã không cạnh tranh được suất đá chính, suýt nữa đoạt danh hiệu "Thùng rác vàng" của bóng đá Ý và bị đem cho mượn tại Grêmio, Valencia C.F. và Queens Park Rangers trước khi chính thức chuyển đến TSG 1899 Hoffenheim vào năm 2015.
Được triệu tập vào ĐTQG năm 2009, Vargas chơi rất hay ở cấp đội tuyển khi đã có 106 lần ra sân trong màu áo Chile, ghi được 40 bàn thắng. Anh là thành viên trong đội hình của Chile tại World Cup 2014, Copa América 2015, Copa América Centenario 2016, Cúp Liên đoàn các châu lục 2017 và Copa América 2019. Anh là vua phá lưới của cả hai giải đấu mà Chile vô địch, đó là Copa América 2015 và Copa América Centenario.

## Sự nghiệp câu lạc bộ

### Cobreloa
Vargas bắt đầu chơi ở các đội bóng nghiệp dư ở Renca, Santiago, nhưng anh không tham gia vào các đội trẻ khác vì khoảng cách xa xôi. Năm 2006, anh tiếp tục chơi trong một đội nghiệp dư hạng ba, nơi anh tham gia một giải đấu tổ chức ở Puerto Montt. Suốt 3 năm ở đây Vargas được chơi tới 55 trận và ghi được 11 bàn, một thành tích không quá tệ với một cầu thủ trẻ. Anh thậm chí là cây săn bàn số1
Sau đó, Osvaldo Hurtado liên lạc với Vargas với Jorge Aravena (sau đó là huấn luyện viên của Cobreloa), nơi anh đã được gửi đến một số đánh giá tốt về chuyên môn. Cuối cùng anh được hợp nhất vào đội Cobreloa năm 2006. Anh chơi cho Cobreloa B, một đội hạng ba, ghi bàn cho đội bóng, trước Universidad Arturo Prat, vào ngày 7 tháng 8. Sau đó anh ghi một bàn thắng khác vào lưới San Marcos de Arica vào ngày 28 tháng 8.

### Universidad de Chile
Vào tháng 1 năm 2010, Vargas gia nhập CLB Universidad de Chile với mức phí chuyển nhượng 700.000 đô la Mỹ, nơi anh có mùa giải đầu khá "bế tắc", chỉ ghi được 1 bàn thắng trong 18 lần ra sân. Tuy nhiên, mùa giải sau, anh đã được đá chính thường xuyên và có màn trình diễn xuất sắc trong năm, ghi được 25 bàn và có 11 pha kiến tạo trong 44 trận đấu. Anh cũng giành được cả hai danh hiệu của giải đấu thuộc giải VĐQG Chile (Torneo Apertura và Torneo Clausura), cũng như Copa Sudamericana (cúp C2 Nam Mỹ), nơi anh là cầu thủ ghi bàn hàng đầu của giải và ghi bàn ở cả hai lượt trận chung kết trước LDU Quito của Ecuador, ghi bàn duy nhất tại sân Casa Blanca và cú đúp trong chiến thắng 3–0 ở sân vận động Quốc gia, Santiago.
Vargas đã được chọn là một trong những ứng cử viên cho danh hiệu cầu thủ xuất sắc nhất Nam Mỹ của năm vào tháng 11 năm 2011,sau đó anh giành vị trí Á quân sau Neymar của Santos. Sau đó, vào tháng 12, Vargas được bình chọn là cầu thủ Chile xuất sắc nhất năm.

### Napoli
Vào tháng 12 năm 2011, câu lạc bộ Ý S.S.C. Napoli đã quyết định mua cầu thủ này với số tiền 17,9 triệu đô la Mỹ (11,5 triệu bảng Anh). Vào ngày 23 tháng 12 năm 2011, chủ tịch CLB Napoli Aurelio De Laurentiis tuyên bố Vargas sẽ đến câu lạc bộ: "Tôi muốn thông báo chính thức rằng chúng tôi đã mua Vargas, một vài phút trước, tôi đã nhận được một cuộc gọi từ Tiến sĩ De Nicola, người đã đến thăm cầu thủ này và đã cho phép anh ấy gia nhập đội dưới hồ sơ y tế và thể thao. Chúng tôi đã ký hợp đồng và chúng tôi cũng giành được chiến thắng trước sự cạnh tranh gay gắt của các CLB mạnh khác muốn có cầu thủ này. Đây là bằng chứng cho thấy sự quan sát của chúng tôi luôn cởi mở và chúng tôi liên tục tìm kiếm những tài năng trẻ trên khắp thế giới có thể làm cho trường hợp của Napoli và cho sự phát triển của đội ngũ chúng tôi". Vargas đến Napoli vào ngày 6 tháng 1 năm 2012 và ký vào ngày 9 tháng 1. Anh ra mắt trong trận thắng Cesena 2–1 ở Coppa Italia tại Stadio San Paolo vào ngày 12 tháng Giêng. Vào ngày 20 tháng 5, anh là cầu thủ không được sử dụng khi Napoli đánh bại Juventus trong trận chung kết Coppa Italia tại sân vận động Olimpico.
Vào ngày 20 tháng 9 năm 2012, trong trận đấu đầu tiên của chiến dịch UEFA Europa League của Napoli, Vargas đã ghi bàn thắng đầu tiên của Napoli, ghi ba bàn trong chiến thắng 4-0 trước AIK. Đây là lần đầu tiên một cầu thủ người Chile ghi được một hat-trick trong một giải đấu tầm cỡ châu Âu.

#### Grêmio (cho mượn)
Vào ngày 17 tháng 1 năm 2013, Vargas đã đồng ý yêu cầu cho mượn bên Grêmio của Brazil. Anh xuất hiện lần đầu sáu ngày sau đó trong trận đấu ở Copa Libertadores trước LDU Quito. Anh ghi bàn thắng đầu tiên vào ngày 21 tháng 2 trước Fluminense ở Copa Libertadores. Vào ngày 31 tháng 3, anh đã ghi bàn thắng đầu tiên của mình tại Campeonato Gaúcho, từ một quả penalty tại Arena do Grêmio trong trận hòa 1-1 với Passo Fundo.

#### Valencia (cho mượn)
Vào ngày 23 tháng 1 năm 2014, Vargas gia nhập câu lạc bộ La Liga Valencia C.F. theo điều khoản cho mượn trong nửa cuối mùa giải 2013–14. Vargas đã chơi trận đấu chính thức đầu tiên cho Los Che trong chiến thắng 3–2 tại Camp Nou trước ĐKVĐ La Liga Barcelona vào ngày 1 tháng 2 năm 2014. Anh đã ghi bàn thắng đầu tiên của mình tại La Liga trước Real Betis, trong chiến thắng 5-0 trên sân nhà.
Vargas ghi hai bàn thắng và ba pha kiến tạo trong tám lần ra sân khi Valencia lọt vào bán kết của giải UEFA Europa League 2013–14.

#### Queens Park Rangers (cho mượn)
Vào ngày 21 tháng 8 năm 2014, Vargas gia nhập Queens Park Rangers F.C. theo điều khoản cho mượn đến hết mùa giải 2014–15 tại Premier League. Anh ra mắt cho câu lạc bộ vào ngày 14 tháng 9 trong trận thua đậm 0-4 trước Manchester United tại Old Trafford, thay thế Charlie Austin trong 31 phút cuối cùng. Vào ngày 19 tháng 10, trong trận thua đáng tiếc 2-3 trước Liverpool F.C. tại sân nhà Loftus Road, Vargas ghi hai bàn sau khi vào sân thay thế cho Bobby Zamora ở phút 78. Vào ngày 26 tháng 12, trong trận thua 1-2 trước Arsenal, Vargas đã giúp thủ môn đồng đội Robert Green của anh cản phá một quả penalty của Alexis Sánchez bằng cách chỉ ra hướng mà đồng đội ở tuyển Chile của anh có khả năng sút bóng.
Vào ngày 22 tháng 3 năm 2015, Vargas đã ghi bàn thắng đầu tiên sau 5 tháng im tiếng trong trận thua 1-2 trên sân nhà của QPR trước Everton F.C.. Anh cũng ghi bàn trong chiến thắng 4–1 của đội trước West Bromwich Albion F.C. trên sân khách vào ngày 4 tháng Tư, nhưng đã bị chấn thương dây chằng đầu gối trong trận đấu đó, khiến anh phải bỏ lỡ phần còn lại của mùa giải. Mùa giải kết thúc với vị trí bét bảng của QPR ở giải quốc nội, kết quả là họ phải nhận vé xuống hạng.

### Hoffenheim
Vào ngày 24 tháng 8 năm 2015, Vargas gia nhập câu lạc bộ Bundesliga TSG 1899 Hoffenheim với hợp đồng bốn năm với mức phí là 5 triệu euro, cộng thêm một tỷ lệ phần trăm của bất kỳ khoản phí bán nào. Anh có trận ra mắt vào ngày 29 tháng 8 năm 2015 trong trận đấu với SV Damstadt ở vòng 3 Bundesliga. Vargas ghi bàn đầu tiên ở Đức trong trận thua 1-3 trước Werder Bremen. Ngày 19 tháng 3 năm 2016, anh ghi bàn thắng thứ 2 cho đội trong chuyến làm khách trước Hamburger SV. Do chỉ ghi được vỏn vẹn 2 bàn sau 24 trận cho Hoffenheim, anh đánh mất vị trí chính thức.

### Tigres UANL
Vào ngày 27 tháng 1 năm 2017, câu lạc bộ Liga MX Tigres UANL tuyên bố Vargas sẽ gia nhập câu lạc bộ. Vào ngày 16 tháng 7 năm 2017, anh đã ghi bàn thắng chiến thắng 1-0 trước Guadalajara ở Campeón de Campeones năm 2017.
Vargas đã chơi trận chung kết lịch sử cho Tigres trước CF Monterrey. Trong trận lượt đi, 2 đội hòa 1-1 tại Estadio Universitario. Ở trận lượt về tại Bancomer BBVA Estadio, Tigres đánh bại Monterrey với tỉ số 2-1, Vargas đã đóng góp 1 bàn thắng.

## Sự nghiệp quốc tế
Trái ngược với phong độ không tốt ở cấp CLB, Vargas lại rất thành công ở sự nghiệp thi đấu quốc tế. Trong năm 2009, Vargas đã tham gia giải đấu Toulon cùng với U-23 Chile, nơi anh và các đồng đội là nhà vô địch và là cầu thủ ghi bàn nhiều thứ hai của đội. Vào ngày 5 tháng 11 năm 2009, anh đã có trận ra mắt quốc tế đầy đủ cho ĐTQG trong chiến thắng 2-1 trước Paraguay tại Estadio CAP.
Năm 2011, Vargas được triệu tập trở lại và ghi bàn thắng đầu tiên cho đội tuyển trong trận giao hữu thua 2-3 trước Tây Ban Nha vào ngày 2 tháng 9. Vào ngày 12 tháng 10, anh đã ghi bàn thắng đầu tiên của mình ở một giải chính thức trong chiến thắng 4–2 trước Peru tại Estadio Monumental ở vòng loại World Cup 2014..
Vào tháng 9 năm 2013, Vargas đã phá kỷ lục của đội tuyển quốc gia Chile về các bàn thắng trong các trận đấu liên tiếp - trước đó là Marcelo Salas và Carlos Caszely, đồng thời ghi hai bàn trong trận hòa 2-2 với Tây Ban Nha. Trong năm 2013, anh ghi được bàn trong sáu trận liên tiếp và tổng cộng 9 bàn cho La Roja.

### World Cup 2014

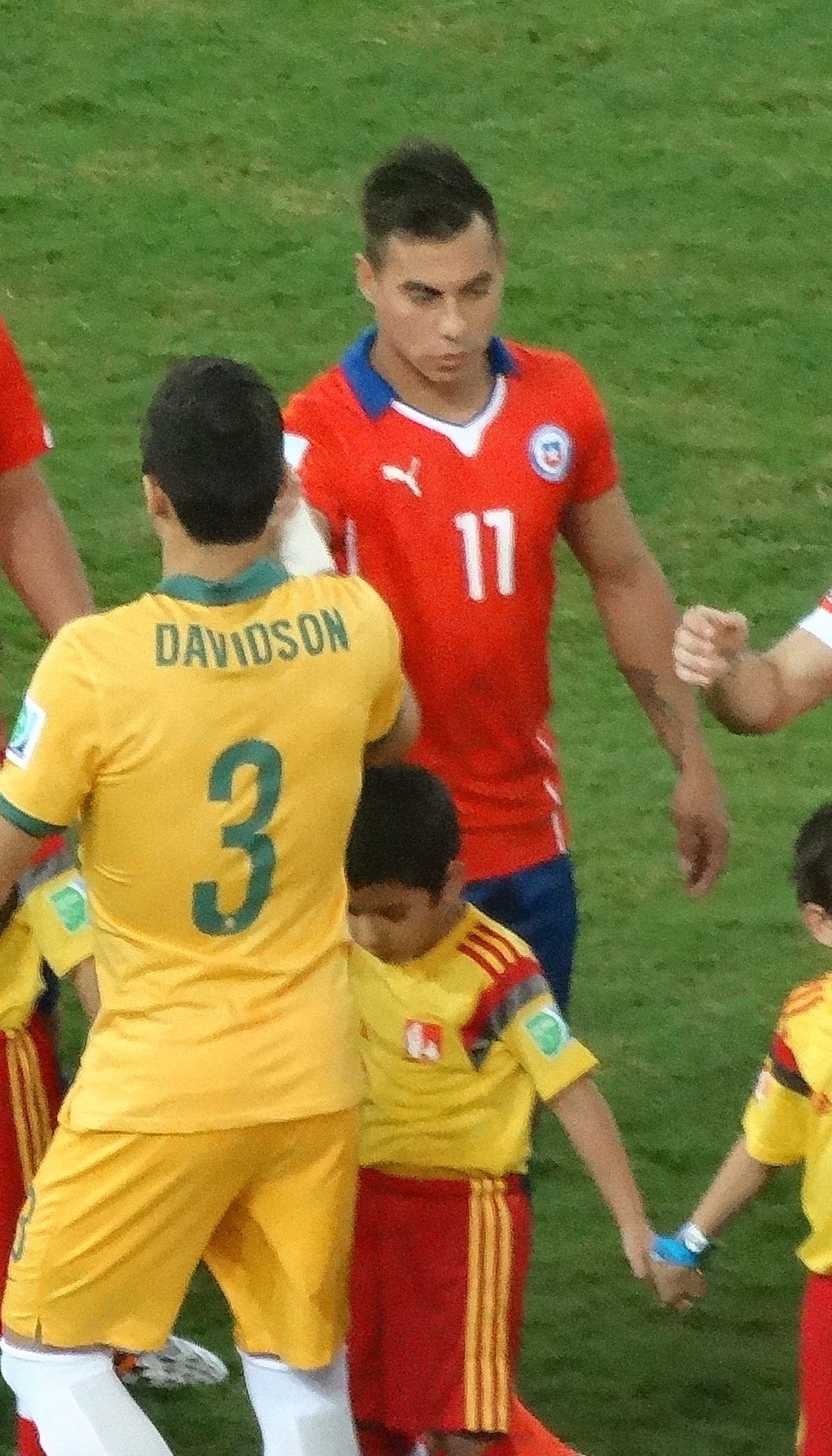
Vargas bắt tay với các cầu thủ của đội tuyển Úc trước trận đấu thuộc vòng bảng World Cup 2014

Vào ngày 1 tháng 6 năm 2014, Vargas được HLV Jorge Sampaoli điền tên trong đội hình 23 cầu thủ của Chile tham dự World Cup 2014 tại Brazil. Ở lượt đấu thứ hai vòng bảng của Chile, đối đầu nhà đương kim vô địch Tây Ban Nha tại sân vận động Maracanã, Vargas ghi bàn mở tỉ số giúp Chile đánh bại Tây Ban Nha 2-0 và giúp đội nhà sớm giành vé vào vòng loại trực tiếp. Anh cũng nhận giải Cầu thủ hay nhất trận sau trận đấu đó.
Trong trận đấu gặp chủ nhà Brazil ở vòng 16 đội, Vargas đã kiến tạo cho đồng đội Alexis Sanchez ghi bàn gỡ hòa 1-1 cho Chile. Tuy nhiên anh đã bị chấn thương và phải sớm rời sân ở phút 56, chung cuộc Chile thua Brazil 2-3 trên chấm phạt đền.

### Copa América 2015
Vào ngày 11 tháng 6 năm 2015, Vargas ghi bàn cho Chile trong trận mở màn của Copa América 2015, đem lại chiến thắng 2–0 trước Ecuador tại Estadio Nacional ở Santiago. Trong trận đấu tiếp theo của đội, Vargas ghi bàn thắng thứ hai của mình tại giải đấu, bàn gỡ hòa 2-2 khi đội chủ nhà hòa 3-3 với Mexico vào ngày 15 tháng 6. Trong trận bán kết với Peru, Vargas ghi cả hai bàn thắng trong chiến thắng 2–1 của Chile, trong đó bàn thứ hai là một cú sút xa đẹp mắt, đưa La Roja đến trận chung kết. Mặc dù Vargas đã được thay thế trong thời gian bù giờ, Chile giành chiến thắng trong loạt đá luân lưu phạt trước Argentina để giành danh hiệu quốc tế lớn đầu tiên của đội. 4 bàn thắng của Vargas đã khiến anh trở thành cầu thủ ghi bàn hàng đầu của giải cùng với Paolo Guerrero của Peru, và anh được bình chọn vào đội hình tiêu biểu của giải đấu.

### Copa América Centenario
Vào ngày 14 tháng 6 năm 2016, tại Copa América Centenario, Vargas và Alexis Sánchez ghi hai bàn trong chiến thắng 4–2 trước Panama ở Philadelphia để đưa Chile vào vòng tứ kết của giải đấu. Bốn ngày sau, anh ghi 4 bàn tại sân vận động Levi trong trận đại thắng 7–0 trước Mexico. Cú poker trong trận đấu đó giúp Vargas trở thành cầu thủ đầu tiên ghi được 4 bàn thắng trong một trận đấu ở kỷ nguyên Copa America. Chile giữ lại danh hiệu vô địch Nam Mỹ của họ với một chiến thắng nữa trên chấm phạt đền với Argentina. Vargas lại là cầu thủ ghi bàn hàng đầu của giải với 6 bàn thắng, nhiều hơn một bàn so với Lionel Messi của Argentina.
Sau trận chung kết, Vargas có một phát ngôn châm chọc kình địch Argentina trong lễ mừng chức vô địch Copa America 2016 tại Chile.: "Đoạt Copa lần này khó hơn nhiều so với lúc trước bởi chúng ta không được chơi trên sân nhà, không nhận được nhiều sự ủng hộ của khán giả nhà. Thực sự là khó khăn hơn rất nhiều. Argentina liên tục có mặt trong các trận chung kết như chúng ta, và chẳng có gì ngọt ngào hơn việc hạ gục bọn họ, kể cả là bằng những quả luân lưu. Argentina bây giờ như con cháu của chúng ta vậy.".

### Confederation Cup 2017
Vargas cùng Chile tham gia Cúp Liên đoàn các châu lục 2017 tổ chức tại Nga với tư cách là ĐKVĐ Copa America. Anh ghi bàn ấn định chiến thắng 2-0 trong trận mở màn gặp Cameroon. Tâm điểm của trận đấu là hai quyết định của trọng tài, sau khi nhận tư vấn từ video hỗ trợ trọng tài, khiến tỷ số thay đổi. Vào cuối hiệp một, Chile đưa được bóng vào lưới Cameroon khi Vargas đón đường chọc khe của Vidal rồi bấm bóng qua thủ môn. Tuy nhiên, sau khi các cầu thủ và ban huấn luyện Chile vui mừng được một phút thì trọng tài tuyên bố bàn thắng không được công nhận. Băng ghi hình cho thấy Vargas đã việt vị vài centimet. Quyết định của trọng tài bị các cầu thủ Chile, đặc biệt là tiền vệ Arturo Vidal, phản ứng dữ dội. Lần thứ hai trọng tài thay đổi quyết định bởi ý kiến của trợ lý video là ở tình huống làm bàn của Vargas vào cuối hiệp hai. Bàn thắng này ban đầu không được công nhận vì trọng tài biên bắt việt vị Vargas trong tình huống Sanchez băng xuống. Tuy nhiên, sau khi có tư vấn từ trợ lý video, trọng tài quyết định công nhận bàn thắng.
Chile giành ngôi Á quân tại giải sau khi thua Đức 0-1 ở chung kết.

### Copa América 2019
Tại Copa América 2019 diễn ra tại Brasil, Vargas trở thành cầu thủ thứ hai lập cú đúp trong chiến thắng 4-0 trước Ecuador (sau Philippe Coutinho của Brasil).

## Thống kê sự nghiệp

### Câu lạc bộ
Tính đến 2 tháng 6 năm 2024
| Câu lạc bộ                 | Mùa                 | Giải VĐQG                 | Giải VĐQG | Giải VĐQG | Giải châu lục | Giải châu lục | Cup     | Cup       | Châu lục | Châu lục  | Khác    | Khác      | Tổng cộng | Tổng cộng |
| Câu lạc bộ                 | Mùa                 | Hạng                      | Số trận   | Bàn thắng | Số trận       | Bàn thắng     | Số trận | Bàn thắng | Số trận  | Bàn thắng | Số trận | Bàn thắng | Số trận   | Bàn thắng |
| -------------------------- | ------------------- | ------------------------- | --------- | --------- | ------------- | ------------- | ------- | --------- | -------- | --------- | ------- | --------- | --------- | --------- |
| Cobreloa B                 | 2006                | Chilean Tercera División  | 12        | 2         | —             | —             | —       | —         | —        | —         | —       | —         | 12        | 2         |
| Cobreloa                   | 2006                | Chilean Primera División  | 4         | 0         | —             | —             | —       | —         | —        | —         | —       | —         | 4         | 0         |
| Cobreloa                   | 2007                | Chilean Primera División  | 5         | 0         | —             | —             | —       | —         | —        | —         | —       | —         | 5         | 0         |
| Cobreloa                   | 2008                | Chilean Primera División  | 21        | 4         | —             | —             | 2       | 0         | —        | —         | —       | —         | 23        | 4         |
| Cobreloa                   | 2009                | Chilean Primera División  | 24        | 6         | —             | —             | 1       | 1         | —        | —         | —       | —         | 25        | 7         |
| Cobreloa                   | Tổng cộng           | Tổng cộng                 | 54        | 10        | —             | —             | 3       | 1         | —        | —         | —       | —         | 57        | 11        |
| Universidad de Chile       | 2010                | Primera División de Chile | 18        | 1         | —             | —             | —       | —         | 10       | 2         | —       | —         | 28        | 3         |
| Universidad de Chile       | 2011                | Primera División de Chile | 37        | 17        | —             | —             | 2       | 1         | 12       | 11        | —       | —         | 51        | 29        |
| Universidad de Chile       | Tổng cộng           | Tổng cộng                 | 55        | 18        | —             | —             | 2       | 1         | 22       | 13        | —       | —         | 79        | 32        |
| Napoli                     | 2011–12             | Serie A                   | 10        | 0         | —             | —             | 2       | 0         | 1        | 0         | —       | —         | 13        | 0         |
| Napoli                     | 2012–13             | Serie A                   | 9         | 0         | —             | —             | 0       | 0         | 6        | 3         | 0       | 0         | 15        | 3         |
| Napoli                     | Tổng cộng           | Tổng cộng                 | 19        | 0         | —             | —             | 2       | 0         | 7        | 3         | 0       | 0         | 28        | 3         |
| Grêmio (mượn)              | 2013                | Série A                   | 18        | 6         | 6             | 1             | 3       | 0         | 10       | 2         | —       | —         | 37        | 9         |
| Valencia (mượn)            | 2013–14             | La Liga                   | 17        | 3         | —             | —             | —       | —         | 8        | 2         | —       | —         | 25        | 5         |
| Queens Park Rangers (mượn) | 2014–15             | Premier League            | 21        | 3         | —             | —             | 1       | 0         | —        | —         | —       | —         | 22        | 3         |
| 1899 Hoffenheim            | 2015–16             | Bundesliga                | 24        | 2         | —             | —             | 0       | 0         | —        | —         | —       | —         | 24        | 2         |
| 1899 Hoffenheim            | 2016–17             | Bundesliga                | 5         | 0         | —             | —             | 1       | 0         | —        | —         | —       | —         | 6         | 0         |
| 1899 Hoffenheim            | Tổng cộng           | Tổng cộng                 | 29        | 2         | —             | —             | 1       | 0         | —        | —         | —       | —         | 30        | 2         |
| Tigres UANL                | 2016–17             | Liga MX                   | 12        | 1         | 0             | 0             | 6       | 2         | —        | —         | —       | —         | 18        | 4         |
| Tigres UANL                | 2017–18             | Liga MX                   | 41        | 10        | —             | —             | 1       | 0         | 4        | 2         | 1       | 1         | 47        | 13        |
| Tigres UANL                | 2018–19             | Liga MX                   | 34        | 11        | —             | —             | 5       | 4         | 8        | 2         | 2       | 0         | 49        | 17        |
| Tigres UANL                | 2019–20             | Liga MX                   | 19        | 4         | —             | —             | 0       | 0         | 2        | 1         | 4       | 1         | 25        | 6         |
| Tigres UANL                | 2020–21             | Liga MX                   | 14        | 3         | —             | —             | 0       | 0         | 0        | 0         | 0       | 0         | 14        | 3         |
| Tigres UANL                | Tổng cộng           | Tổng cộng                 | 120       | 29        | —             | —             | 6       | 4         | 20       | 7         | 7       | 2         | 153       | 42        |
| Atlético Mineiro           | 2020                | Série A                   | 16        | 2         | —             | —             | —       | —         | —        | —         | —       | —         | 16        | 2         |
| Atlético Mineiro           | 2021                | Série A                   | 16        | 4         | 9             | 3             | 7       | 3         | 11       | 3         | —       | —         | 43        | 13        |
| Atlético Mineiro           | 2022                | Série A                   | 24        | 5         | 4             | 1             | 3       | 0         | 7        | 0         | 1       | 0         | 39        | 6         |
| Atlético Mineiro           | 2023                | Série A                   | 12        | 1         | 9             | 2             | 3       | 0         | 7        | 0         | —       | —         | 31        | 3         |
| Atlético Mineiro           | 2024                | Série A                   | 6         | 3         | 4             | 0             | 2       | 0         | 3        | 0         | —       | —         | 15        | 3         |
| Atlético Mineiro           | Tổng cộng           | Tổng cộng                 | 74        | 15        | 26            | 6             | 15      | 3         | 28       | 3         | 1       | 0         | 144       | 27        |
| Tổng cộng sự nghiệp        | Tổng cộng sự nghiệp | Tổng cộng sự nghiệp       | 419       | 89        | 32            | 7             | 33      | 9         | 95       | 29        | 8       | 2         | 587       | 136       |

### Quốc tế
| Đội tuyển bóng đá quốc gia Chile | Đội tuyển bóng đá quốc gia Chile | Đội tuyển bóng đá quốc gia Chile |
| Năm                              | Số trận                          | Bàn thắng                        |
| -------------------------------- | -------------------------------- | -------------------------------- |
| 2009                             | 1                                | 0                                |
| 2010                             | 2                                | 0                                |
| 2011                             | 6                                | 2                                |
| 2012                             | 6                                | 0                                |
| 2013                             | 12                               | 9                                |
| 2014                             | 12                               | 7                                |
| 2015                             | 13                               | 7                                |
| 2016                             | 14                               | 7                                |
| 2017                             | 15                               | 3                                |
| 2018                             | 1                                | 0                                |
| 2019                             | 9                                | 3                                |
| 2020                             | 3                                | 0                                |
| 2021                             | 10                               | 2                                |
| 2022                             | 2                                | 0                                |
| 2024                             | 3                                | 2                                |
| Tổng cộng                        | 109                              | 42                               |

### Bàn thắng quốc tế
| #   | Ngày                 | Địa điểm                                                   | Đối thủ     | Bàn thắng | Kết quả | Giải đấu                 |
| --- | -------------------- | ---------------------------------------------------------- | ----------- | --------- | ------- | ------------------------ |
| 1.  | 2 tháng 9 năm 2011   | AFG Arena, St. Gallen, Thụy Sĩ                             | Tây Ban Nha | 2–0       | 2–3     | Giao hữu                 |
| 2.  | 12 tháng 10 năm 2011 | Sân vận động Monumental, Santiago, Chile                   | Perú        | 2–0       | 4–2     | Vòng loại World Cup 2014 |
| 3.  | 6 tháng 2 năm 2013   | Sân vận động Vicente Calderón, Madrid, Tây Ban Nha         | Ai Cập      | 1–0       | 2–1     | Giao hữu                 |
| 4.  | 26 tháng 3 năm 2013  | Sân vận động Quốc gia, Santiago, Chile                     | Uruguay     | 2–0       | 2–0     | Vòng loại World Cup 2014 |
| 5.  | 24 tháng 4 năm 2013  | Mineirão, Belo Horizonte, Brasil                           | Brasil      | 2–2       | 2–2     | Giao hữu                 |
| 6.  | 7 tháng 6 năm 2013   | Sân vận động Defensores del Chaco, Asunción, Paraguay      | Paraguay    | 1–0       | 2–1     | Vòng loại World Cup 2014 |
| 7.  | 11 tháng 6 năm 2013  | Sân vận động Quốc gia, Santiago, Chile                     | Bolivia     | 1–0       | 3–1     | Vòng loại World Cup 2014 |
| 8.  | 6 tháng 9 năm 2013   | Sân vận động Quốc gia, Santiago, Chile                     | Venezuela   | 1–0       | 3–0     | Vòng loại World Cup 2014 |
| 9.  | 10 tháng 9 năm 2013  | Sân vận động Genève, Genève, Thụy Sĩ                       | Tây Ban Nha | 1–0       | 2–2     | Giao hữu                 |
| 10. | 10 tháng 9 năm 2013  | Sân vận động Genève, Genève, Thụy Sĩ                       | Tây Ban Nha | 2–1       | 2–2     | Giao hữu                 |
| 11. | 19 tháng 11 năm 2013 | Trung tâm Rogers, Toronto, Canada                          | Brasil      | 1–1       | 1–2     | Giao hữu                 |
| 12. | 30 tháng 5 năm 2014  | Sân vận động Quốc gia, Santiago, Chile                     | Ai Cập      | 2–2       | 3–2     | Giao hữu                 |
| 13. | 30 tháng 5 năm 2014  | Sân vận động Quốc gia, Santiago, Chile                     | Ai Cập      | 3–2       | 3–2     | Giao hữu                 |
| 14. | 4 tháng 6 năm 2014   | Sân vận động quốc gia Elías Figueroa, Valparaíso, Chile    | Bắc Ireland | 1–0       | 2–0     | Giao hữu                 |
| 15. | 18 tháng 6 năm 2014  | Sân vận động Maracanã, Rio de Janeiro, Brasil              | Tây Ban Nha | 1–0       | 2–0     | World Cup 2014           |
| 16. | 10 tháng 10 năm 2014 | Sân vận động quốc gia Elías Figueroa, Valparaíso, Chile    | Perú        | 1–0       | 3–0     | Giao hữu                 |
| 17. | 10 tháng 10 năm 2014 | Sân vận động quốc gia Elías Figueroa, Valparaíso, Chile    | Perú        | 3–0       | 3–0     | Giao hữu                 |
| 18. | 15 tháng 11 năm 2014 | Sân vận động CAP, Talcahuano, Chile                        | Venezuela   | 3–0       | 5–0     | Giao hữu                 |
| 19. | 11 tháng 6 năm 2015  | Sân vận động Quốc gia, Santiago, Chile                     | Ecuador     | 2–0       | 2–0     | Copa América 2015        |
| 20. | 15 tháng 6 năm 2015  | Sân vận động Quốc gia, Santiago, Chile                     | México      | 2–2       | 3–3     | Copa América 2015        |
| 21. | 29 tháng 6 năm 2015  | Sân vận động Quốc gia, Santiago, Chile                     | Perú        | 1–0       | 2–1     | Copa América 2015        |
| 22. | 29 tháng 6 năm 2015  | Sân vận động Quốc gia, Santiago, Chile                     | Perú        | 2–1       | 2–1     | Copa América 2015        |
| 23. | 8 tháng 10 năm 2015  | Sân vận động Quốc gia, Santiago, Chile                     | Brasil      | 1–0       | 2–0     | Vòng loại World Cup 2018 |
| 24. | 13 tháng 10 năm 2015 | Sân vận động Quốc gia, Lima, Peru                          | Perú        | 2–2       | 4–3     | Vòng loại World Cup 2018 |
| 25. | 13 tháng 10 năm 2015 | Sân vận động Quốc gia, Lima, Peru                          | Perú        | 4–2       | 4–3     | Vòng loại World Cup 2018 |
| 26. | 14 tháng 6 năm 2016  | Lincoln Financial Field, Philadelphia, Hoa Kỳ              | Panama      | 1–1       | 4–2     | Copa América Centenario  |
| 27. | 14 tháng 6 năm 2016  | Lincoln Financial Field, Philadelphia, Hoa Kỳ              | Panama      | 2–1       | 4–2     | Copa América Centenario  |
| 28. | 18 tháng 6 năm 2016  | Sân vận động Levi's, Santa Clara, Hoa Kỳ                   | México      | 2–0       | 7–0     | Copa América Centenario  |
| 29. | 18 tháng 6 năm 2016  | Sân vận động Levi's, Santa Clara, Hoa Kỳ                   | México      | 4–0       | 7–0     | Copa América Centenario  |
| 30. | 18 tháng 6 năm 2016  | Sân vận động Levi's, Santa Clara, Hoa Kỳ                   | México      | 5–0       | 7–0     | Copa América Centenario  |
| 31. | 18 tháng 6 năm 2016  | Sân vận động Levi's, Santa Clara, Hoa Kỳ                   | México      | 6–0       | 7–0     | Copa América Centenario  |
| 32. | 15 tháng 11 năm 2016 | Sân vận động Quốc gia, Santiago, Chile                     | Uruguay     | 1–1       | 3–1     | Vòng loại World Cup 2018 |
| 33. | 13 tháng 6 năm 2017  | Cluj Arena, Cluj-Napoca, România                           | România     | 1–0       | 2–3     | Giao hữu                 |
| 34. | 18 tháng 6 năm 2017  | Otkrytiye Arena, Moscow, Nga                               | Cameroon    | 2–0       | 2–0     | Confed Cup 2017          |
| 35. | 5 tháng 10 năm 2017  | Sân vận động Quốc gia, Santiago, Chile                     | Ecuador     | 1–0       | 2–1     | Vòng loại World Cup 2018 |
| 36. | 6 tháng 6 năm 2019   | Sân vận động La Portada, La Serena, Chile                  | Haiti       | 1–1       | 2–1     | Giao hữu                 |
| 37. | 17 tháng 6 năm 2019  | Sân vận động Morumbi, São Paulo, Brasil                    | Nhật Bản    | 2–0       | 4–0     | Copa América 2019        |
| 38. | 17 tháng 6 năm 2019  | Sân vận động Morumbi, São Paulo, Brasil                    | Nhật Bản    | 4–0       | 4–0     | Copa América 2019        |
| 39. | 14 tháng 6 năm 2021  | Sân vận động Olympic Nilton Santos, Rio de Janeiro, Brasil | Argentina   | 1–1       | 1–1     | Copa América 2021        |
| 40. | 21 tháng 6 năm 2021  | Arena Pantanal, Cuiabá, Brasil                             | Uruguay     | 1–0       | 1–1     | Copa América 2021        |
| 41. | 22 tháng 3 năm 2024  | Sân vận động Ennio Tardini, Parma, Ý                       | Albania     | 1–0       | 3–0     | Giao hữu                 |
| 42. | 11 tháng 6 năm 2024  | Sân vận động Quốc gia, Santiago, Chile                     | Paraguay    | 3–0       | 3–0     | Giao hữu                 |